# Cronache di Santafrasso
Cronache di Santafrasso (Midnight Over Sanctaphrax) è un romanzo fantasy per ragazzi scritto da Paul Stewart e illustrato da Chris Riddell, edito in Italia nel 2001. Sequel di Cronache del bordo, il romanzo è il terzo e ultimo capitolo della Saga di Boscofondo. Il libro è stato tradotto in oltre una dozzina di lingue.

## Trama

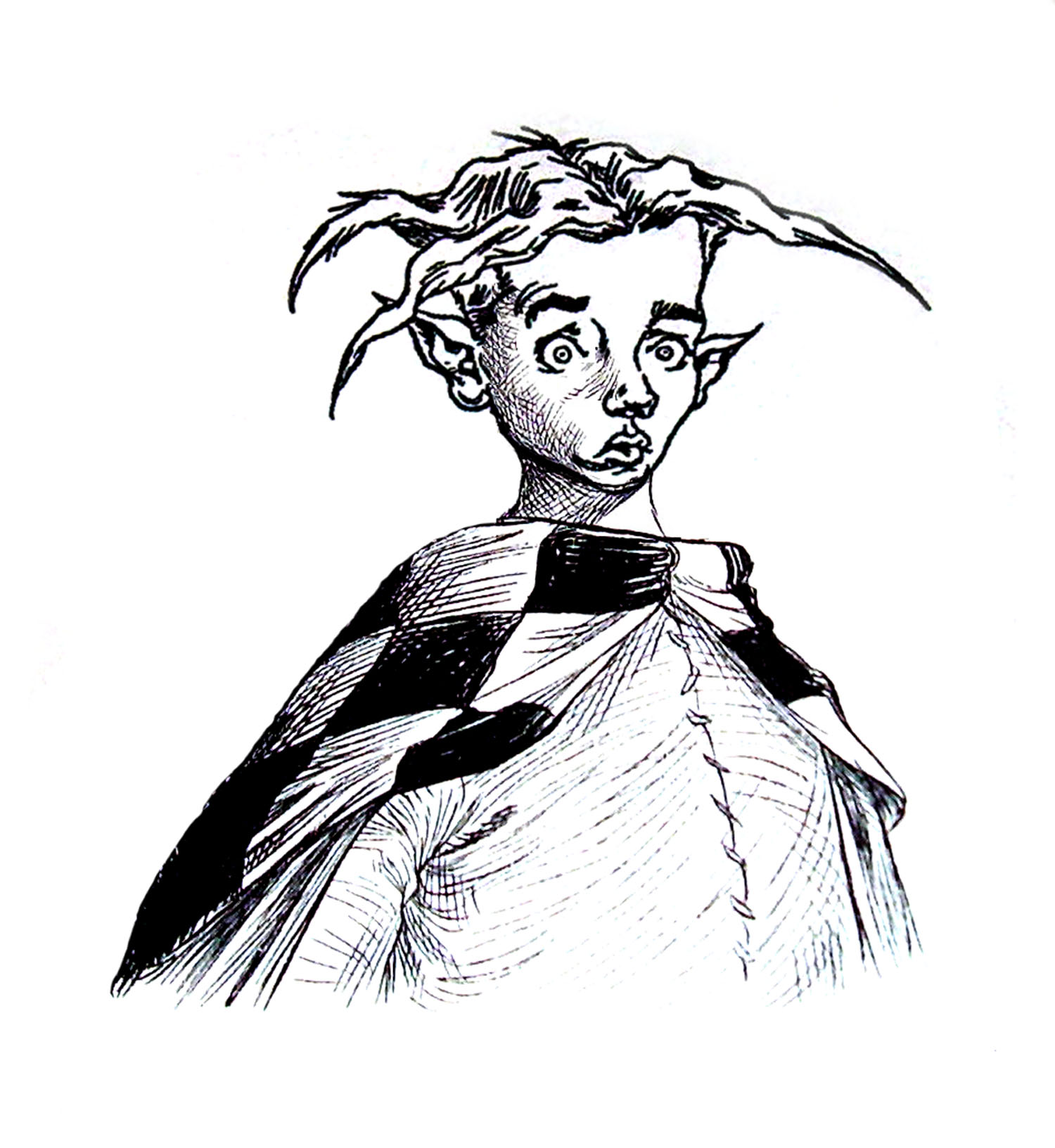
Spulcicchio, disegnato da Chris Riddell

Dopo aver incontrato il padre in un relitto in cielo aperto, il capitano pirata Fruscello è travolto da una tempesta e perde la sua ciurma. Si risveglia a Santafrasso, la città galleggiante costruita sua una leviroccia, e gli viene affidato l'incarico di indagare sulla Tempesta Madre che si sta formando oltre il Bordo e che minaccia di distruggere tutto quello che trova sul suo cammino. A lui si unisce il giovane accademico Spulcicchio, con il compito di aiutarlo a salvare Boscofondo e ritrovare la sua ciurma.

## Edizioni
- Paul Stewart, Cronache di Santafrasso, traduzione di Angela Ragusa, illustrazioni di Chris Riddell, collana Contemporanea, Mondadori, 2001, ISBN 9788804494720.